# Sporrongia tobagoiensis
Sporrongia tobagoiensis är en stekelart som beskrevs av Alex Gumovsky 1998. Sporrongia tobagoiensis ingår i släktet Sporrongia och familjen finglanssteklar. Inga underarter finns listade i Catalogue of Life. Släktet är uppkallat efter Michael Sporrong, svensk expert på parasitsteklar.